# 内面の自由
内面の自由（ないめんのじゆう）とは、自由権のうち、他者に影響を及ぼさず、行為となって現れないもの以下のものを指す。具体的には、それぞれの項目を参照のこと。
- 思想・良心の自由
- 学問の自由
- 信教の自由

対義語：表現の自由（外面的精神活動の自由、外面の自由）
「思想の自由」及び「学問の自由」は、特定の政治思想に基づいて運営される国家では、極めて好ましくないものと写ることが多い。例えば北朝鮮の金正日総書記は、「思想の自由を認めたら社会主義社会は成り立たない」と述べたとされているし、軍国主義の道を歩んだ昭和初期の日本でも、自由主義に立つ多くの学者が追放されている。現行の日本国憲法第19条は、治安維持法による戦前の言論弾圧の反省に立っている。
「信教の自由」は、それが外面に出たときに摩擦を招きやすい。エホバの証人の輸血拒否はその例といえる。
「良心の自由」の例としてよく知られるのは兵役拒否行動である。
以上からわかるように、「内面の自由」はしばしば外的な行為となって表出することがある。日本の公立学校における国旗掲揚・国家斉唱の場でまれに発生する紛争も、この問題に深く関わっている。すなわちある外的な行為を行う・強制する・強制されることが、内面の自由を侵すのではないかという問題である。